# Khalkha
Khalkha ( mongoliska: Халх   , Halh, Mongoliskt uttal: [xɑɮx] ) är den största etniska gruppen i Mongoliet sedan 1400-talet.
De två stora ursprungliga  Khalkha-grupperna styrdes av ättlingar i rakt nedstigande led ifrån Dayan Khan.
Baarin, Khongirad, Jaruud, Baigut och O'zeed (Ujeed) blev Dayan Khans femte son Achibolods undersåtar och bildade därmed de södra fem Halherna.
Qaraei, Jalairs, Olkhonud, Khatagin, Besut, Iljigin, Gorlos, Uriankhai, Sartuul, Tanghut, Khotogoid, Khuree och Tsookhor blev Dayan Khans yngsta (kan vara tredje) son Geresenjes ( mongoliska: Гэрсэне Жалайр Хан   ) män och bildade  "Аглагийн арван гурван хүрээ Халх" eller De tretton khalkhan-mongolerna i Fjärran Norden.
Det fanns också många direkta ättlingar till Djengis Khan som bildade Khalkha-mongolernas härskande klass före 1900-talet, men de betraktades och betraktas fortfarande som Khalkha-mongoler snarare än att tillhöra en annan grupp.
Mongoliets befolkning utgörs till 90 % av mongoler och Khalkha-mongoler är den största mongoliska gruppen och utgör ca 76 % av den totala befolkningen.
Khalkha- eller Halh-dialekten är standardskriftspråk i Mongoliet.